# Onderwijsnummer
Het onderwijsnummer is een uniek persoonsgebonden nummer, dat iedere leerling krijgt die in Nederland door de overheid betaald onderwijs volgt. In principe is het onderwijsnummer hetzelfde nummer als het burgerservicenummer en het sofinummer. De aangegeven bedoeling was oorspronkelijk om het vroegtijdig schoolverlaten te bestrijden. Scholen bleken hun bij wet opgelegde plicht tot leveren van gegevens niet na te komen. Door aan elke individuele leerling een nummer toe te kennen konden ze daarna worden gevolgd in geautomatiseerde administraties. De scholen zijn verplicht het onderwijsnummer te gebruiken in hun administratie. De doelen waarvoor onderwijsinstellingen het nummer mogen gebruiken, staan omschreven in de Wet op het Onderwijsnummer.
Het onderwijsnummer wordt nu algemeen gebruikt om leerlingen beter te volgen. Het nummer levert betrouwbare gegevens op, over niet alleen de naleving van de leerplicht en voortijdig schoolverlaten, maar ook voor het ontwikkelen van onderwijsbeleid en voor het controleren van de bekostiging van het onderwijs. Het onderwijsnummer is wel makkelijk voor onderwijsinstellingen, in hun communicatie met andere onderwijsinstellingen, met de gemeente en met de rijksoverheid.
Als een leerling eenmaal een burgerservicenummer krijgt, vervangt het in de leerlingenadministratie van de school het onderwijsnummer. Het bevoegd gezag moet deze wijziging binnen twee weken aan het ministerie melden, onder opgave van het burgerservicenummer en het onderwijsnummer van de leerling.

## Alternatief leerlinggebonden onderwijsnummer
Het is noodzakelijk een alternatief te bieden ten behoeve van die leerlingen en studenten die geen burgerservicenummer hebben, bijvoorbeeld omdat zij uit het buitenland komen. Die krijgen ook geen burgerservicenummer, maar een eenmalig alternatief leerlinggebonden onderwijsnummer van de Dienst Uitvoering Onderwijs. Bij verdragen heeft Nederland geregeld dat elk kind in de leerplichtige leeftijd onderwijs krijgt, ongeacht de status van het kind. Dus ook kinderen in de leerplichtige leeftijd, die niet legaal in Nederland zijn, volgen onderwijs en krijgen daarvoor een alternatief leerlinggebonden onderwijsnummer. In de Wet op het voortgezet onderwijs, Artikel 103b Gebruik persoonsgebonden nummer door bevoegd gezag, 10e lid is nadrukkelijk opgenomen dat het onderwijsnummer niet gebruikt mag worden voor het opsporen van vreemdelingen.

## Kenbaarheid
Het onderwijsnummer begint altijd met een 1 gevolgd door 1 of 2 nullen. Deze combinatie, begincijfer 1 gevolgd door 1 of 2 nullen, kan voorkomen bij oudere burgerservicenummers. Hierdoor is het onderwijsnummer niet visueel te onderscheiden van een burgerservicenummer. Het aantal cijfers van het onderwijsnummer is tevens gelijk aan dat van het burgerservicenummer. De enige manier om een onderwijsnummer te onderscheiden van een burgerservicenummer is aan de hand van de uitkomst van de elfproef; deze is bij een burgerservicenummer 0 en bij een onderwijsnummer 5.
Als het onderwijsnummer wordt voorgesteld door ABCDEFGHI, dan moet:
(9 x A) + (8 x B) + (7 x C) + (6 x D) + (5 x E) + (4 x F) + (3 x G) + (2 x H) - (1 x I) = 5 modulo 11